# ダボス
ダボス（ダヴォス、ダヴォース、ドイツ語: Davos [daˈvoːs, daˈfoːs] ( 音声ファイル)、ヴァリス語: Tafaas, Tafaa [taˈfaːs, taˈfaː]、ロマンシュ語: Tavau、ロンバルド語: Tavo、イタリア語旧称: Tavate）は、スイス・グラウビュンデン州にある基礎自治体である。

## 概要
国際的に著名な企業人、政治家、学者などが一堂に会し世界の諸問題を討議する「世界経済フォーラム」（通称「ダボス会議」）が毎年開催されることで有名な、山麓のリゾート・タウンである。人口は11,109人（2015年12月）、面積は283.98平方キロメートル、標高は1560メートル。

## 歴史
19世紀には高地の澄んだ空気が結核患者の保養に有効としてサナトリウムが設置された。このサナトリウムについて、ドイツの作家トマス・マンは1924年に出版した 『魔の山』において何度も言及している。

## 対外関係
※2010年以降、緊縮財政措置徹底のため、審議会により以前の交流は停止している。

### 姉妹都市・提携都市
- 上田市（日本国 中部地方 長野県）
  - 旧小県郡真田町の菅平高原スキー場には「日本ダボス」と呼ばれる地域がある。
- アスペン（アメリカ合衆国 コロラド州 ピトキン郡）
- シャモニー･モン･ブラン（フランス共和国 オーヴェルニュ･ローヌ･アルプ地方 オート･サヴォワ県）

## 観光
冬季はスキーリゾートとして、欧州各地から多くの滞在客を集める。夏季は避暑及び登山などの自然愛好家が集まる。

### 観光スポット
- シャッツアルプ展望台（Schatzalp）…町の中心地からロープウェイで上がったところに展望台がある。
- ダボス・キルヒナー美術館（The Kirchner Museum Davos）…ドイツ表現主義の画家エルンスト・ルートヴィヒ・キルヒナー（Ernst Ludwig Kirchner）がナチス・ドイツの迫害を受けながらスイスに逃れてダボスに落ち着き、この地で創作活動を行った。そのアトリエ付近に建てられた美術館はキルヒナー本人の作品を中心に所蔵している。

## ギャラリー

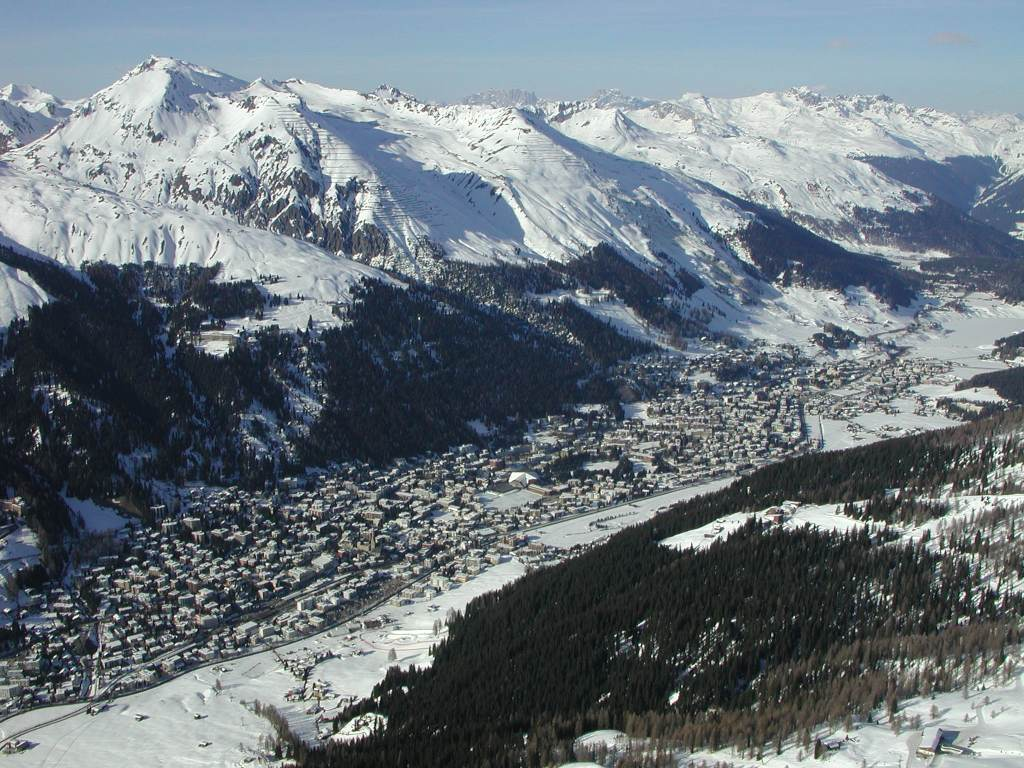
上空からの眺め
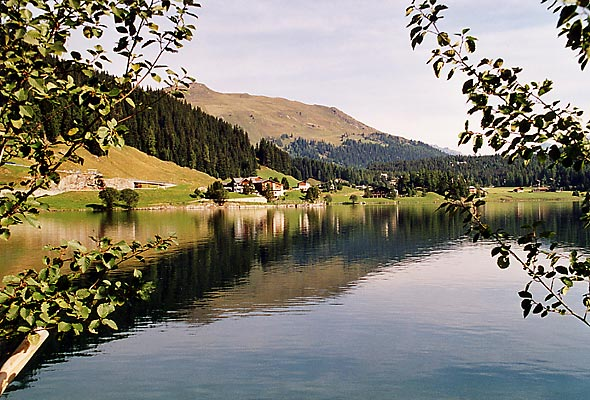
ダボス湖